# Gissjön (Gideå socken, Ångermanland)
Gissjön är en sjö i Örnsköldsviks kommun i Ångermanland och ingår i Gideälvens huvudavrinningsområde. Sjön är 34 meter djup, har en yta på 8,45 kvadratkilometer och är belägen 106 meter över havet. Vid provfiske har en stor mängd fiskarter fångats, bland annat abborre, braxen, gers och gädda.

## Delavrinningsområde
Gissjön ingår i det delavrinningsområde (704731-165524) som SMHI kallar för Utloppet av Gissjön. Medelhöjden är 150 meter över havet och ytan är 39,96 kvadratkilometer. Räknas de 400 avrinningsområdena uppströms in blir den ackumulerade arean 3 346,52 kvadratkilometer. Avrinningsområdets utflöde Gideälven mynnar i havet. Avrinningsområdet består mestadels av skog (54 procent). Avrinningsområdet har 8,74 kvadratkilometer vattenytor vilket ger det en sjöprocent på 21,9 procent. Bebyggelsen i området täcker en yta av 0,61 kvadratkilometer eller 2 procent av avrinningsområdet.

## Fisk
Vid provfiske har följande fisk fångats i sjön:
| - Abborre - Braxen - Gärs - Gädda - Gös - Lake - Löja - Mört - Nors - Sik - Siklöja | - Stäm |